# Anolis rodriguezii
Anolis rodriguezii (центральноамериканський гладкий аноліс) — вид ігуаноподібних ящірок родини анолісових (Dactyloidae). Мешкає в Мексиці і Центральній Америці.

## Поширення і екологія
Центральноамериканські гладкі аноліси поширені від Веракруса до західного Гондураса, а також на півострові Юкатан. Вони живуть в сухих і вологих тропічних лісах, в саванах і садах, на висоті до 2000 м над рівнем моря.